# 群馬寶寶
群馬將是日本群馬縣的官方地區吉祥物。群馬將的造型為一隻橘色的馬，棕色頭髮且頭戴綠色小帽。

## 簡介
第一代群馬將於1983年誕生，1994年開始陸續改版成今貌，名字是直接取地名「群馬」（ぐんま）加上日文的暱稱「ちゃん」而來。ちゃん（cha-n）的音經常採取音譯，目前有群馬將與群馬醬兩種主要譯名，在香港普遍譯作群馬仔與小群馬。群馬將在日本「吉祥物大賽2014」選拔中獲得冠軍。

## 外部連結
- ぐんまちゃんナビ!!群馬の魅力発信サイト （页面存档备份，存于）
- ぐんま総合情報センター ぐんまちゃん家（ち） （页面存档备份，存于）
- ぐんまちゃん Offical facebook （页面存档备份，存于）